# Toshihiro Nishikado
Tomohiro Nishikado (西角友宏 Nishikado Tomohiro?), también conocido como Toshihiro Nishikado, nació el 31 de marzo de 1944 en Osaka (Japón), es un diseñador de videojuegos japonés cuyo mayor éxito fue la creación del mítico Space Invaders en 1978 (Taito). 
Se licenció en 1968 como ingeniero en la Universidad de Tokio (Tokyo Denki University 東京電機大学 (, Tokyo denki daigaku?)), uniéndose a la empresa Taito Corporation Japan un año después. Su primer juego completo fue el Soccer, en 1972, un juego arcade muy similar al Pong, pero que se convirtió en el primer videojuego comercializado en Japón de producción y desarrollo completamente nacional.
Diseñó Space Invaders, uno de los primeros y más importantes videojuegos de la historia, lanzado en 1978 en Japón por la empresa Taito Corp. 

## Diseño de "Space Invaders"
Su trabajo es muy meritorio puesto que diseñó un entorno de juego protonarrativo muy eficaz, una interfaz muy jugable y divertida a pesar de sus limitaciones materiales (1 joystick de desplazamiento lateral y 2 botones) y de trabajar con un micoprocesador Intel 8080, de 8 bits. 
Aunque se sintió frustrado por la escasa resolución de sus modelos de naves, que pretendía parecidos a aviones reales, sí fue capaz de crear modelos antropomórficos complejos para la época, pero que decidió no emplear en la versión final de su juego porque consideraba inmoral generar entornos gráficos que permitiesen "matar" seres humanos virtuales.
La banda sonora fue también una de las grandes bazas. Se trata de un ostinato de cuatro notas descendentes, que se repite insistentemente a lo largo del juego. El ostinato gana en velocidad según el jugador avanza hacia el final de la pantalla (esto es, según el jugador va eliminando naves) Se consigue así incrementar la tensión en el jugador en los momentos claves del juego.

## Cuestiones empresariales
Space Invaders tuvo una amplísima difusión a través de múltiples imitaciones norteamericanas, ya que tanto la Taito como el propio Toshihiro cometieron la imprudencia de no registrar la autoría del juego, por lo que no pudo ejercer sus derechos de autor. 
En 1996 abandonó Taito y fundó su propia empresa, Dreams.